# Virio Nicómaco Flaviano

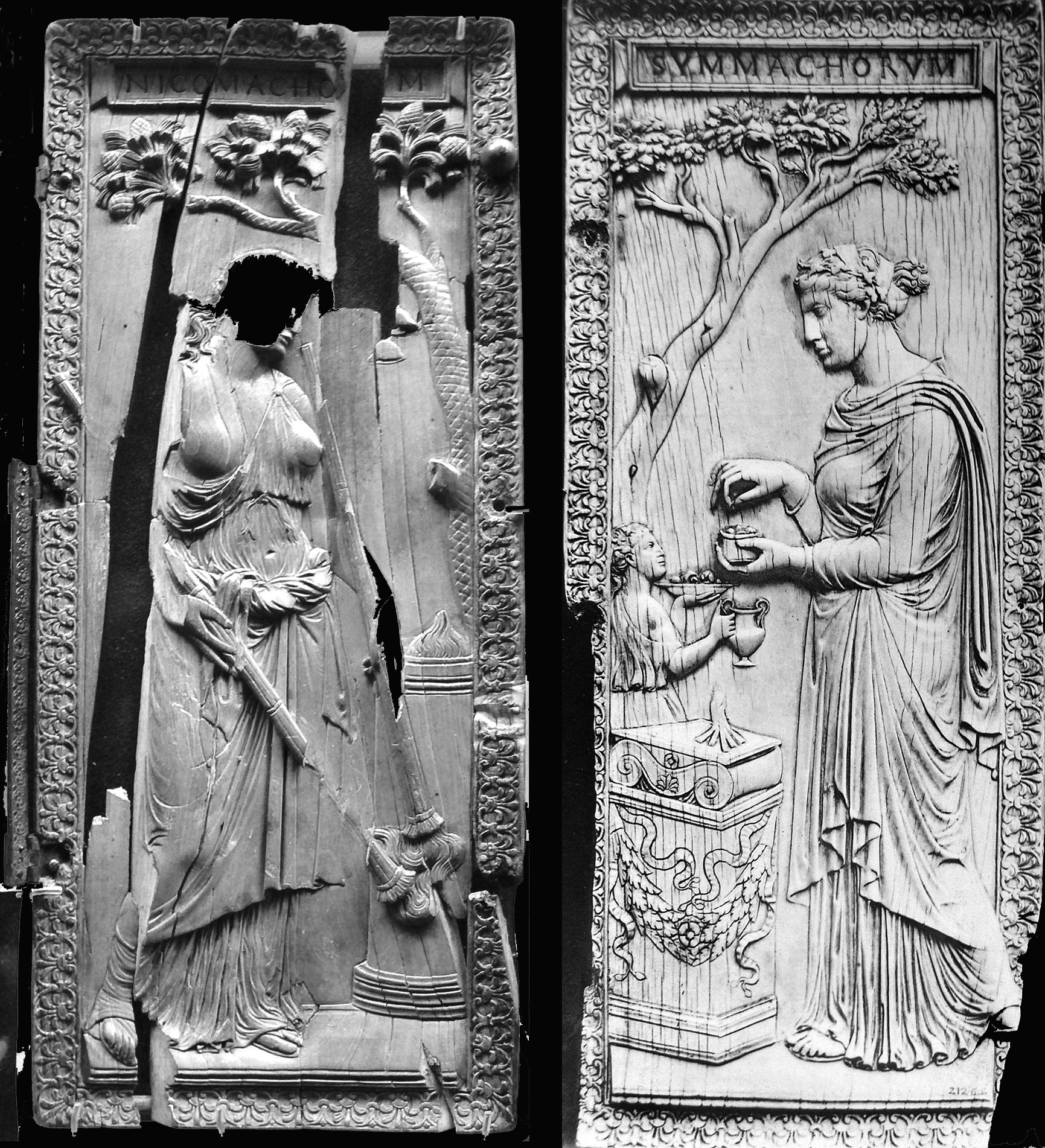
Díptico de los Símacos y Nicómacos; la hoja izquierda se conserva en el Museo Nacional de la Edad Media de París, y la derecha en el Victoria and Albert Museum, Londres.

Virio Nicómaco Flaviano (Latín: Virius Nichomachus Flavianus; 334 - 394) fue un aristócrata, historiador y gramático romano del siglo IV.

## Biografía
Pagano y amigo íntimo de Quinto Aurelio Símaco, fue Prefecto del pretorio de Italia de 390 a 392, bajo Valentiniano II, y colaboró activamente con el usurpador Eugenio, también gramático, promovido a la púrpura por Arbogastes. Fue nuevamente prefecto de Italia entre 393 y 394, y cónsul en 394, sine collega, reconocido únicamente en el territorio bajo control del usurpador. Tras la muerte de Eugenio en la Batalla del Frígido, ganada contra todo pronóstico por Teodosio el Grande, Flaviano se suicidó.
Flaviano aparece como personaje en las Saturnalia de Macrobio.